# 凯撒斯巴赫
凯撒斯巴赫是德国巴登-符腾堡州的一个市镇。总面积27.94平方公里，总人口2633人，其中男性1331人，女性1302人（2011年12月31日），人口密度94人/平方公里。